# William G. Dever
William G. Dever (n. 27 de noviembre de 1933 en Louisville, Kentucky) es un arqueólogo estadounidense, especialista en la historia del Israel bíblico. Ha sido profesor de Arqueología de la Universidad de Arizona, Tucson, de 1975 a 2002. fue director de las excavaciones en Gézer 1966-71, 1984 y 1990, director de la excavación en Khirbet el-Kom y Jebel Qacaqir (Ribera Occidental) 1967-1971; investigador principal en las excavaciones de Tell al-Hayyat (Jordania) 1981-1985, y el subdirector de la expedición de la Universidad de Arizona a Idalion, Chipre, 1991, entre otras excavaciones.
Dever, como hijo de un pastor evangélico fue educado en esta fe, y se convirtió en predicador. Más tarde, rechazó el cristianismo y se convirtió al judaísmo reformista, aunque ahora se identifica como humanista secular y no creyente. Está casado con Pamela Gaber, profesora de Antiguo Testamento y Estudios Judaicos del Lycoming College.

## Selección de Publicaciones
- (2001), What Did the Biblical Writers Know and When Did They Know It? What Archaeology Can Tell Us about the Reality of Ancient Israel, Eerdmans ISBN 0-8028-4794-3
- (2003), Who Were the Early Israelites and Where Did They Come from?, Eerdmans ISBN 0-8028-0975-8
- (2005), Did God Have a Wife?: Archaeology and Folk Religion in Ancient Israel, Eerdmans ISBN 0-8028-2852-3
- (2012), The Lives of Ordinary People in Ancient Israel: Where Archaeology and the Bible Intersect, Eerdmans ISBN 978-0-8028-6701-8
- (2017), Beyond the Texts: An Archaeological Portrait of Ancient Israel and Judah. SBL Press. ISBN 9780884142171
- (2020), Has archaeology Buried the Bible?. Eerdmans. ISBN 978-1-4674-5949-5
- (2020), My Nine Lives: Sixty Years in Israeli and Biblical Archaeology. SBL. ISBN 978-1628372953

En la Universidad de Arizona se encuentra disponible una lista completa de publicaciones del Dr. Dever.